# Condado de Harding (Dakota do Sul)
O Condado de Harding é um dos 66 condados do Estado americano da Dakota do Sul. A sede do condado é Buffalo, e sua maior cidade é Buffalo. O condado possui uma área de 6 935 km² (dos quais 18 km² estão cobertos por água), uma população de 1 353 habitantes, e uma densidade populacional de 0,2 hab/km² (segundo o censo nacional de 2000).